# ادام
أدام قرية سعودية تتبع مركز البيضاء التابع إداريًا لإمارة منطقة مكة المكرمة.

## وصف عام
تبعد القرية عن إمارة منطقة مكة المكرمة حوالي 20 كيلو مترا تقريبًا في اتجاه الجنوب، نوع الطريق الذي يربط القرية بالإمارة طريق وعر. أقرب مدينة أو قرية بها مركز صحي هي قرية السعدية والتي تبعد عن القرية 25 كم. خدمات التعليم: توجد في القرية مدرسة تسمى مدرسة وادي أدام الابتدائية والتي تحتوي على ستة فصول دراسية وهي مخصصة للذكور. يوجد في القرية خدمة بريد.